# Wybory parlamentarne w Liechtensteinie w październiku 1993 roku

Wybory parlamentarne w Liechtensteinie w październiku 1993 roku – przeprowadzone 24 października 1993 w Liechtensteinie wybory parlamentarne, w których zwyciężyła Unia Patriotyczna przy frekwencji 85,31%. Do obsadzenia było 25 miejsc w parlamencie. Były to wybory przedterminowe ogłoszone po przyjęciu przez Landtag wotum nieufności dla rządu Markusa Büchela (15 września 1993 r.).

## Wyniki
|  | Partia                       | Głosy  | Procent | Mandaty |
|  | ---------------------------- | ------ | ------- | ------- |
|  | Unia Patriotyczna            | 78 898 | 50,1    | 13      |
|  | Postępowa Partia Obywatelska | 65 075 | 41,3    | 11      |
|  | Wolna Lista                  | 13 447 | 8,5     | 1       |